# Solanum tobagense
Solanum tobagense là một loài thực vật thuộc họ Solanaceae. Loài này có ở Guyana, Trinidad và Tobago, và Venezuela.